# Zebrasoma niebiesko-żółta
Zebrasoma niebiesko-żółta (Zebrasoma xanthurum) – gatunek morskiej ryby z rodziny pokolcowatych. Bywa hodowana w akwariach morskich.
Nazwa gatunku xanthurum pochodzi od greckiego słowa „xanthos” = żółty i „ura” = ogon z oczywistych odniesień do żółtej płetwy ogonowej.
Dorasta do 25 cm. Gatunek pospolity na rafie, mało płochliwy. W ciągu dnia Zebrasoma xanthurum jest bardzo aktywna i przez cały dzień aktywnie pływa w poszukiwaniu glonów, a niekiedy również  resztek organicznych i mikro skorupiaków. Jej ciało jest fioletowe z żółtym ogonem. Wydłużony pysk służy do żerowania na algach nitkowatych porastających rafę. Kiedy płetwy grzbietowa i odbytowa tej ryby są w pełni rozłożone, ryba wygląda jak dysk. Jako typowy przedstawiciel  pokolcowatych posiada  ostre, służące do obrony kolce zlokalizowane po obu stronach podstawy ogona. 

## Występowanie
Na rafach w  Morzu Czerwonym, Zatoce Adeńskiej, Zatoce Perskiej i Morzu Arabskim, aż po Sri Lankę, Indie i Malediwy na głębokościach do 20 m.Osobniki dorosłe zazwyczaj pływają w ławicach lub parami, podczas gdy młodociane żyją samotnie.
Akwarystyka
Jest to jedna z najbardziej lubianych przez akwarystów ryb pokolcowatych. Średnio trudna w hodowli akwariowej. Bywa agresywna w stosunku do osobników tego samego gatunku, łagodna w stosunku do innych ryb w akwarium.

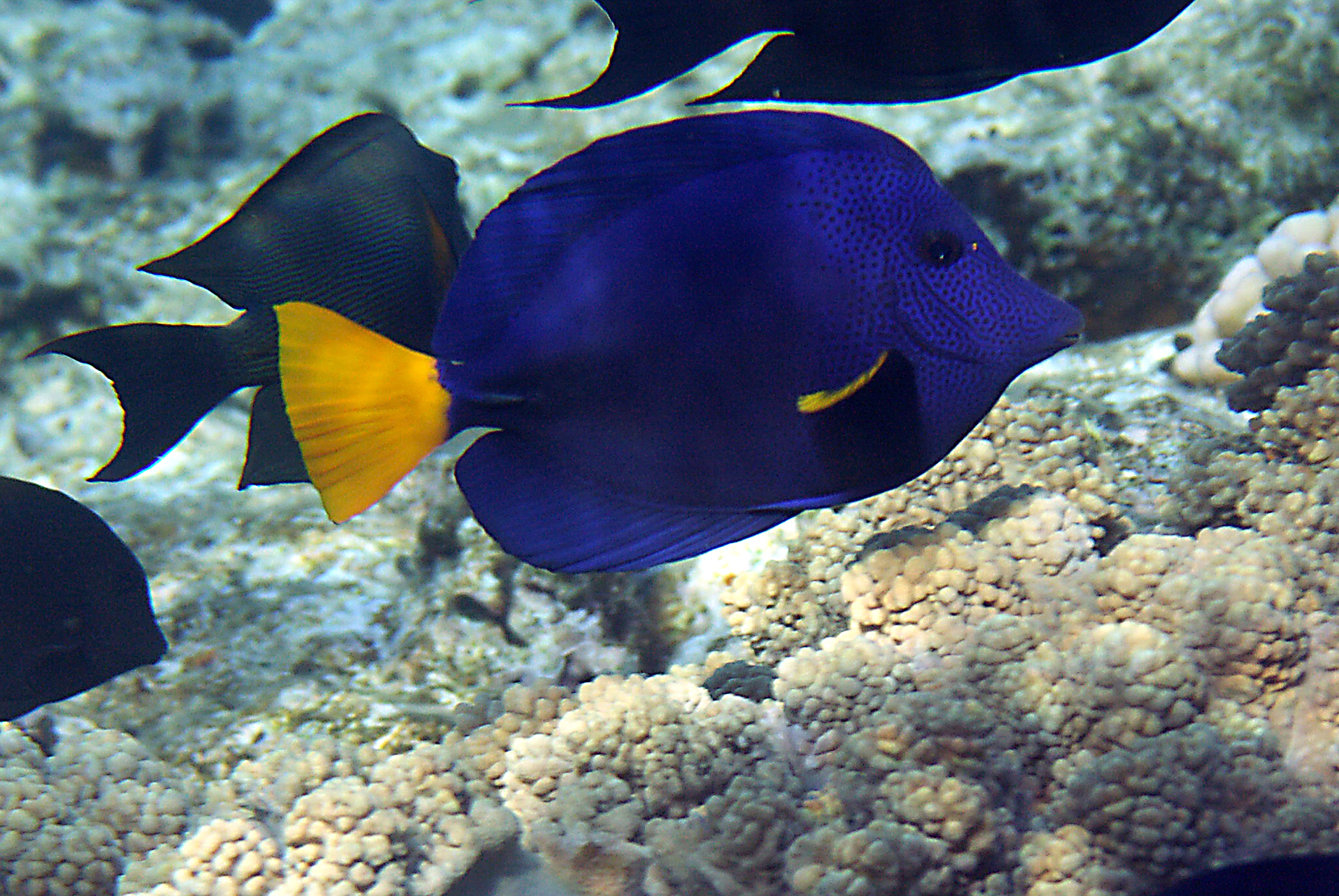
Zebrasoma xanthurum - Morze Czerwone